# Comuna Mîkilske-na-Dnipri, Solone
Mîkilske-na-Dnipri (în ucraineană Микільське-На-Дніпрі) este o comună în raionul Solone, regiunea Dnipropetrovsk, Ucraina, formată din satele Mîkilske-na-Dnipri (reședința), Oleksiivka, Orihove, Zvonețke și Zvonețkîi Hutir.

## Demografie
Componența lingvistică a satului Mîkilske-na-Dnipri
     Ucraineană (90,21%)
     Rusă (8,33%)
     Alte limbi (0,14%)
Conform recensământului din 2001, majoritatea populației satului Mîkilske-na-Dnipri era vorbitoare de ucraineană (90,21%), existând în minoritate și vorbitori de rusă (8,33%).